# Powiatul Dąbrowa

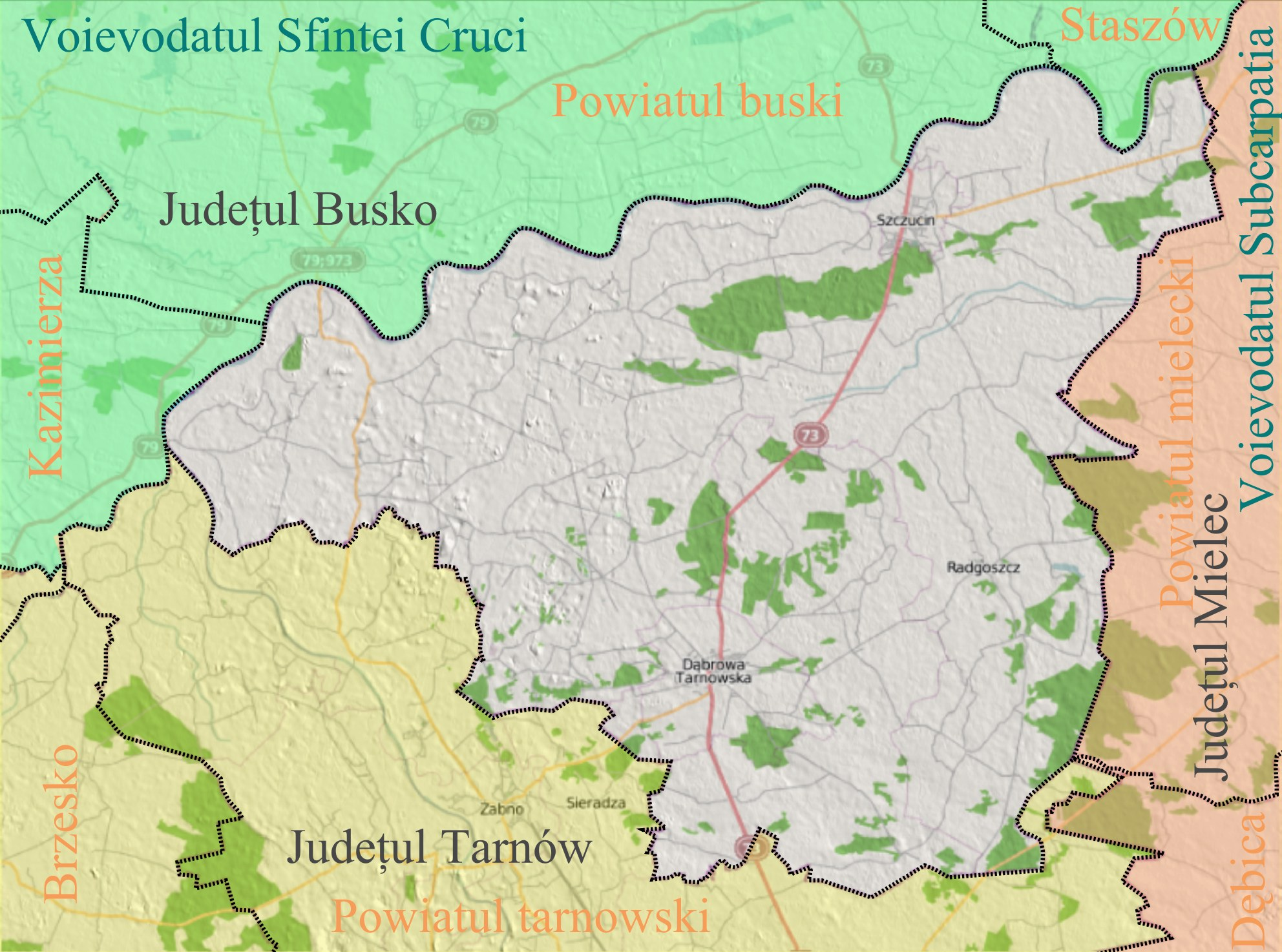
Judeţul Dąbrowa

Județul Dąbrowa (poloneză Powiat dąbrowski) este o unitate de administrare teritorială și administrați locală (powiat), în Voievodatul Polonia Mică, sudul Poloniei.
Acesta a fost creat la 1 ianuarie 1999, ca rezultat al reformelor poloneze locale adoptate în anul 1998. Sediul administrativ este orașul Dabrowa Tarnowska, care se află la 76 km est de capitala regională Cracovia. Alt oraș este Szczucin, situat la 16 km spre nord de Dąbrowa Tarnowska.
Județul are o suprafață de 530 kilometri pătrați. În anul 2006 populația totală era de 58.572, din care populația din Dąbrowa Tarnowska era de 11.259, populația din Szczucin de 4.069, iar populația rurală este de 43.244.

## Județe învecinate
Județul Dąbrowski se învecinează în:
- spre nord de județul Busko și județul Staszów
- la est de județul Mielec și județul Dębica
- la sud de județul Tarnów
- la vest de județul Kazimierza.

## Diviziunile administrative
Județul este împărțit în șapte comune (gmina)  (două urban-rurale și cinci rurale). Acestea sunt prezentate în tabelul de mai jos, în ordinea descrescătoare a populației.
| Comună                   | Tip          | Suprafață (km²) | Populație (2006) | Sediu             |
| Comuna Dąbrowa Tarnowska | urban-rurală | 113.4           | 20,180           | Dąbrowa Tarnowska |
| Comuna Szczucin          | urban-rurală | 119.8           | 13,369           | Szczucin          |
| Comuna Olesno            | rurală       | 77.8            | 7,633            | Olesno            |
| Comuna Radgoszcz         | rurală       | 88.3            | 7,315            | Radgoszcz         |
| Comuna Mędrzechów        | rurală       | 43.7            | 3,608            | Mędrzechów        |
| Comuna Gręboszów         | rurală       | 48.6            | 3,599            | Gręboszów         |
| Comuna Bolesław          | rurală       | 35.4            | 2,868            | Bolesław          |